# Andrea Strübind

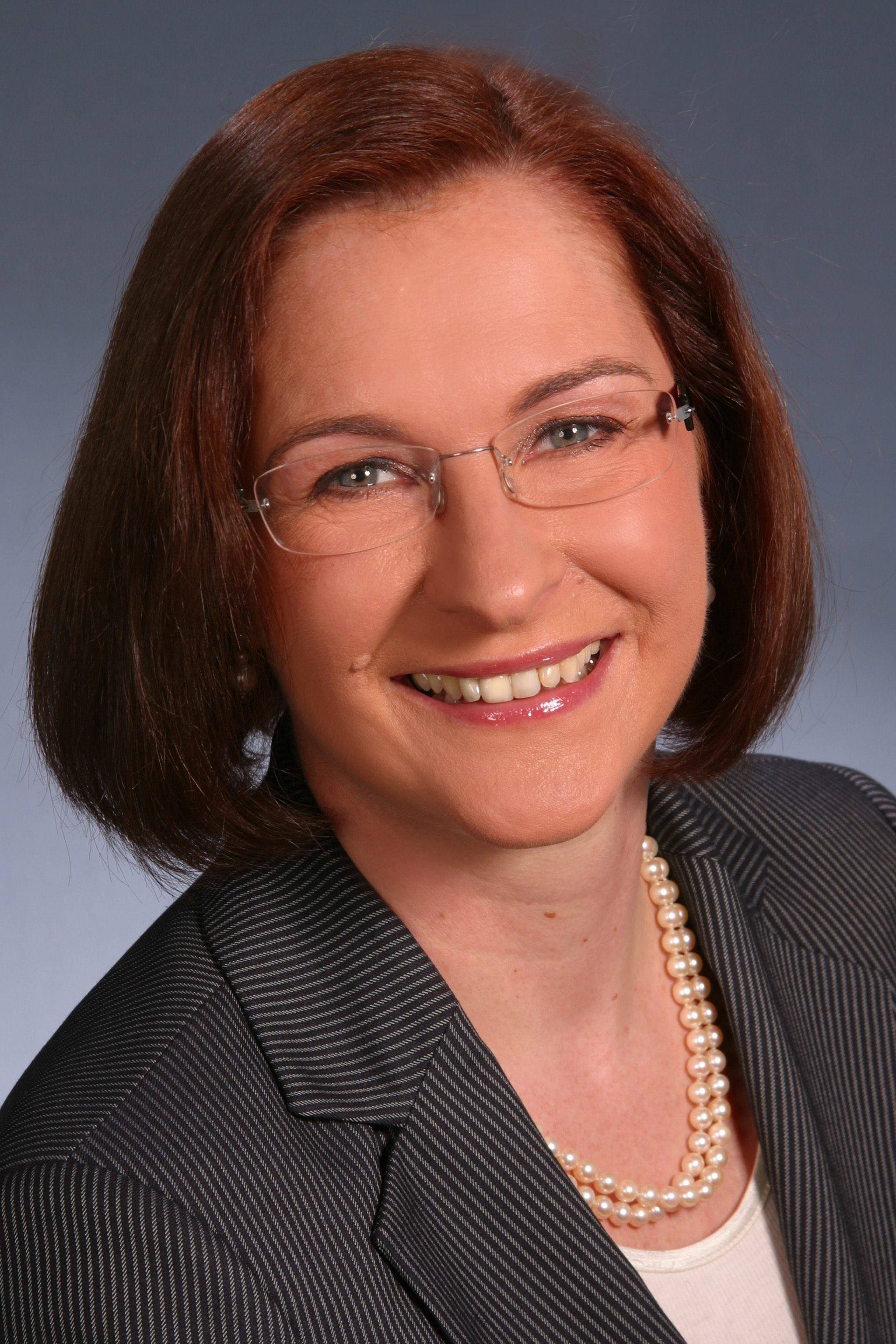
Andrea Strübind (2011)

Andrea Strübind (* 20. Januar 1963 in Hamburg als Andrea Hitzemann) ist eine baptistische Theologin und langjährige Professorin für Kirchengeschichte an der Universität Oldenburg.

## Leben
Andrea Strübind, geborene Hitzemann, entstammt einer baptistischen Pastorenfamilie. Ihr Vater, Günter Hitzemann, war in den 1980er-Jahren Präsident des Bundes Evangelisch-Freikirchlicher Gemeinden. Sie studierte Evangelische Theologie, Geschichte und Judaistik in Berlin und Jerusalem, bevor sie 1990 promoviert wurde und zunächst als Pastorin im Anfangsdienst im Bund Evangelisch-Freikirchlicher Gemeinden in Deutschland arbeitete. Nach einer Tätigkeit als freikirchliche Referentin im Ökumenischen Rat der Kirchen in Berlin und einem Habilitationsstipendium der Fritz Thyssen Stiftung war sie gemeinsam mit ihrem Mann von 1996 bis 2006 als Pastorin der Evangelisch-Freikirchlichen Gemeinde (Baptisten) in München tätig.
Nach ihrer Habilitation 1999 war sie zunächst als Privatdozentin für Historische Theologie an der Universität Heidelberg tätig. 2004 folgten eine Lehrstuhlvertretung in Heidelberg und eine Gastprofessur in Lüneburg; schließlich wurde sie im April 2006 auf den Lehrstuhl für Kirchengeschichte an der Universität Oldenburg berufen. Seit Januar 2008 ist sie Studiendekanin der dortigen Fakultät IV. Sie ist Mitherausgeberin der Zeitschrift Kirchliche Zeitgeschichte.
Schwerpunkte ihrer Arbeit bilden u. a. die Themen Reformationsgeschichte, kirchliche Zeitgeschichte sowie Erweckungsbewegungen des 19. Jahrhunderts.
Strübind war mit dem Theologen Kim Strübind verheiratet.

## Würdigungen
Anlässlich ihres 60. Geburtstages wurde Andrea Strübind Anfang Februar 2023 für ihre „breit gefächerte Forschungstätigkeit“ durch eine Festschrift mit dem Titel „Entgrenzungen“ geehrt. Die Laudatio hielt Benedikt Hensel, Alttestamentler an der Carl von Ossietzky Universität Oldenburg.

## Veröffentlichungen (Auswahl)
- Hrsg. mit Martin Rothkegel: Baptismus. Geschichte und Gegenwart. Göttingen 2012 (behandelt vor allem die konfessionelle Verortung des Baptismus insbesondere bei seiner Entstehung in England, USA und Deutschland).
- Zwischen Himmel und Erde (hrsg. mit Kim Strübind). Festschrift zum 100-jährigen Jubiläum der Evangelisch-Freikirchlichen Gemeinde München, München 2002
- (Hrsg.) Bildung – Aufstieg – Freiheit. Festgabe zur Verabschiedung von Prof. Dr. Friedrich Wißmann, Oldenburg 2008
- Die unfreie Freikirche. Der Bund der Baptistengemeinden im ‚Dritten Reich‘. (Historisch-Theologische Studien zum 19. und 20. Jahrhundert, Bd. 1), Neukirchen-Vluyn 1991, 343 S. (2. verb. Auflage: Wuppertal/Kassel/Zürich 1995) (zugl. Dissertation; 3. Aufl. in Vorbereitung)
- Eifriger als Zwingli. Die frühe Täuferbewegung in der Schweiz. Duncker & Humblot, Berlin 2003, ISBN 3-428-10653-9 (Zugleich Habilitationsschrift an der Universität Heidelberg, 2001).
- Glaube – Freiheit – Diktatur in Europa und den USA. Festschrift für Gerhard Besier zum 60. Geburtstag. (Hrsg. mit Katarzyna Stoklosa), Göttingen 2007
- Bildung – Aufstieg – Freiheit. Festgabe zur Verabschiedung von Prof. Dr. Friedrich Wißmann (Hrsg.), Oldenburg 2008
- Diakonie der Freikirchen im NS-Staat. In: Diakonie Jahrbuch 1993, hrsg. von K.-H. Neukamm, Stuttgart 1993, 106–124
- Artikel Kirchenkampf. In: Evangelisches Lexikon für Theologie und Gemeinde (ELThG), Bd. 2, 1993, 1104–1111
- Die freikirchliche Forderung nach „Trennung von Staat und Kirche“ angesichts diktatorischer Systeme. In: Freikirchenforschung 8 (1998), 86–106
- Diktatur und Geschichte. Überlegungen zum Fortgang der Geschichtsaufarbeitung im Bund Evangelisch-Freikirchlicher Gemeinden in Deutschland. In: Zeitschrift für Theologie und Gemeinde (ZThG) 4 (1999), 252–258
- Trennung von Staat und Kirche? Bewährung und Scheitern eines freikirchlichen Prinzips. In: Zeitschrift für Theologie und Gemeinde (ZThG) 4 (1999), 261–288
- Dienst am Volk. Das Diakoniewerk Tabea und das Dritte Reich. In: Zeitschrift für Theologie und Gemeinde (ZThG) 5 (2000), 66–98 (auch erschienen in: Diakoniewerk Tabea e. V. (Hrsg.), 100 Jahre Tabea: „Dienen ist Leben“, Hamburg 1999, 92–121)
- Artikel: Jüdische Gemeinden in der DDR. In: Michael Behnen (Hrsg.): Lexikon der deutschen Geschichte 1945–1990. Ereignisse, Institutionen, Personen im geteilten Deutschland. Kröner, Stuttgart 2002, ISBN 3-520-83401-4, 328–329.
- Artikel Baptisten. In: H. Uhl (Hrsg.): Taschenlexikon Ökumene. Verlag Otto Lembeck, Frankfurt/M. 2003, 33–35
- Religionsfrieden ohne Religionsfreiheit. Die Wirkungsgeschichte des Westfälischen Friedens im Blick auf religiöse Minderheiten. In: Lena Lybæk (Hrsg.): Gemeinschaft der Kirchen und gesellschaftliche Verantwortung: Die Würde des Anderen und das Recht anders zu denken. Festschrift für Professor Dr. Erich Geldbach. Ökumenische Studien, Münster 2004, 504–526